# Centrum Wyszkolenia Broni Pancernej
Centrum Wyszkolenia Broni Pancernej – szkolna jednostka pancerna Polskich Sił  Zbrojnych.

## Formowanie
20 września 1941 mjr Stanisław Szostak, dowódca broni pancernej w ZSSR, przedstawił obszerny plan szkolenia jednostek pancernych, w którym proponował utworzenie Ośrodka Wyszkolenia Broni Pancernej i Motorowej przy sowieckiej Szkole Czołgów w Saratowie. Projekt został zatwierdzony przez dowódcę Polskich Sił Zbrojnych w ZSSR gen. dyw. Władysława Andersa i przedstawiony władzom sowieckim w Moskwie. Zgody na ten plan nie uzyskano. Wtedy mjr Szostak na własną rękę nawiązał kontakt z płk. Dmitrijem A. Roganinem, komendantem 1 Saratowskiej Szkoły Broni Pancernej, z planem szkolenia organizujących się oddziałów czołgów na sprzęcie szkoły. Płk Roganin przechylnie odniósł się do planu, ale nigdy nie uzyskano zgody na ten plan z Okręgu Wojskowego w Uljanowsku.
Na początku stycznia 1942 gen. dyw. Władysław Anders wydał rozkaz o dalszej rozbudowie wojska polskiego w ZSSR. Dowództwo rozpoczęło przygotowania do przejścia jednostek pancernych na etaty brytyjskie i mjr Szostak, rozkazem z 15 stycznia, nakazał
formowanie
1. Ośrodka Organizacyjnego Broni Pancernej, dowódca kpt. Bronisław Rafalski
2. Centrum Wyszkolenia Broni Pancernej, dowódca mjr Stefan Felsztyński (ref rozkaz 150/tjn/Br.Panc.)

Bazę miały stanowić 5 i 6 Batalion Pancerny.
W pierwszym okresie na kwaterowanie Centrum wyznaczono wioskę Kainda. Działalność rozpoczęto 15 lutego 1942. Pod koniec marca nastąpiła ewakuacja broni pancernej do Iranu.

## W 2 Korpusie
Po ewakuacji na Środkowy Wschód nastąpiła reorganizacja armii. Gen. Anders, rozkazem organizacyjnym w dniu 4 kwietnia 1942, zarządził utworzenie 2 Brygady Czołgów. Dowódca brygady gen. G. Paszkiewicz ustalił początkowy skład brygady i obsadę stanowisk dowódców. Przy brygadzie zorganizowano Centrum Wyszkolenia Broni Pancernej, a następnie Centrum weszło w skład Centrum Wyszkolenia Armii jako Ośrodek Wyszkolenia Motorowego i Broni Pancernej pod dowództwem mjr. Szostaka. W tym okresie ilość sprzętu szkoleniowego była znikoma. Nawet kilka lekkich czołgów włoskich ściągnięto własnymi środkami z pola walk w Północnej Afryce. Szkolenie odbywało się bardzo powoli ze względu na upały. Dopiero w październiku otrzymano pełne etatowe uzbrojenie (czołgi typu Sherman) na szkolenie 2 Brygady Pancernej. Całokształt wyszkolenia pancernego na terenie Korpusu prowadził Ośrodek Wyszkolenia Broni Pancernej. W marcu 1944 Ośrodek stacjonował w San Basilio i Materze i wszedł w skład Ośrodka Zapasowego Broni Pancernej (rozkaz gen. Andersa z 15 kwietnia 1944). Nazwę Ośrodka zmieniono 6 sierpnia na 7 Pułk Pancerny .

## Obsada etatowa
- komendant

mjr Stefan Felsztyński
mjr Stanisław Szostak
- zastępca komendanta

kpt. Józef Żymirski